# Parkermavella curvata
Parkermavella curvata is een mosdiertjessoort uit de familie van de Bitectiporidae. De wetenschappelijke naam van de soort is, als Hippomenella curvata,  voor het eerst geldig gepubliceerd in 1972 door Uttley & Bullivant.